# Steve Purcell
 (octobre 2019).
Si vous disposez d'ouvrages ou d'articles de référence ou si vous connaissez des sites web de qualité traitant du thème abordé ici, merci de compléter l'article en donnant les références utiles à sa vérifiabilité et en les liant à la section « Notes et références ».
Steve Purcell (né en 1959 ou 1961) est un dessinateur et scénariste américain mieux connu comme étant le créateur des personnages de comics Sam and Max, un duo de policiers freelance composé d'un chien et d'un lapin luttant, à leur manière, contre le crime.

## Biographie

### Début de carrière
C'est à la California College of Arts and Crafts où Purcell a étudié et été diplômé que Sam and Max apparaissent sur papier pour la première fois en 1980. En 1987, le premier comics complet de Sam and Max, composé de 32 planches, apparaît. En parallèle de son travail d'animateur chez LucasArts, trois autres livres de Sam and Max furent produits. Pendant cette période, il a aussi travaillé pour Marvel Comics, ainsi qu'à l'écriture de la série de comics Defenders of Dynatron City.

### Animateur chez LucasArts
Steve a participé à la création de l'animation et des images d'arrière-plan de nombreux jeux d'aventure LucasArts à la fin des années 1980 et le début des années 1990. Les plus populaires des jeux sur lesquels il a travaillé étant les deux premiers jeux de la série des Monkey Island. Steve a également créé les illustrations des boites de ces deux jeux ainsi que de celle de Zak McKracken and the Alien Mindbenders. Il a également illustré le Journal du Graal de Henry Jones qui était fourni avec le jeu Indiana Jones and the Last Crusade. Purcell a aussi dessiné de petites planches Sam and Max pour la newsletter de la société LucasArts, The Adventurer.
Pendant cette période, de nombreux jeux de LucasArts incluent des caméos ou des apparitions des personnages de Sam and Max. En 1993, toujours pour LucasArts, Purcell créé un jeu d'aventure basé sur ces deux personnages Sam and Max Hit the Road. Purcell a coréalisé ce jeu avec Sean Clark, Michael Stemmle et Collette Michaud (son épouse). 
Après avoir quitté LucasArts, Purcell a travaillé un temps dans la société d'effets spéciaux Industrial Light & Magic sur un film d'animation Frankenstein qui a été annulé.

### Après LucasArts
En 1997, Sam and Max héritent de leur propre série d'animation sur Fox Kids : The Adventures of Sam and Max: Freelance Police qui a été diffusé une saison. Certains changements ont été faits par rapport aux comics et au jeu vidéo, le principal étant le rajout d'un personnage « The Geek », une fille génie préadolescente. Cependant, si la série est moins orientée sur les armes à feu et la violence et plus sur la bizarrerie, l'humour d'origine serait présent.
Purcell a travaillé par la suite aux studios d'animation Pixar. Il a entre autres été crédité dans le générique de Cars.
La suite prévue par LucasArts de Sam and Max Hit the Road, Sam and Max: Freelance Police, est annulé en mars 2004. À la suite de cette annulation, les droits des jeux Sam and Max sont revenus à Steve Purcell. En septembre 2005, Telltale Games, une petite compagnie créée en partie par des anciens employés de LucasArts qui avaient travaillé sur Sam and Max: Freelance Police, annonce travailler sur une série de jeux vidéo d'aventure épisodiques basé sur Sam and Max avec l'aide de Steve Purcell. Le premier de ces jeux est sorti le 17 octobre 2006. Après la sortie du sixième jeu en avril 2007, l'ensemble de ces jeux est sorti sous le nom de Sam and Max : Saison 1. À la suite du succès de la saison 1, les saisons 2 et 3 ont été produites, chacune composée de cinq épisodes.

## Filmographie
- 2006 : Cars : artiste de story-board
- 2012 : Rebelle : co-scénariste avec Irene Mecchi, Brenda Chapman et Mark Andrews, co-réalisateur avec Brenda Chapman et Mark Andrews et voix du corbeau de la sorcière
- 2012 : La Légende de Mor’du : co-scénariste avec Brian Larsen et voix du corbeau de la sorcière
- 2015 : Borrowed Time : voix du Shérif (âgé)
- 2017 : Toy Story : Hors du temps : réalisateur et scénariste
- 2019 : Toy Story 4 : voix des Dummies

## Prix et récompenses
- 2007 : Prix Eisner de la meilleure bande dessinée en ligne pour Sam and Max